# Nucras scalaris
Nucras scalaris är en ödleart som beskrevs av  Laurent 1964. Nucras scalaris ingår i släktet Nucras och familjen lacertider. IUCN kategoriserar arten globalt som otillräckligt studerad.
Artens utbredningsområde är Angola. Inga underarter finns listade i Catalogue of Life.